# Force nationale
La Force nationale (en maltais : Forza Nazzjonali) est une coalition politique maltaise centriste.

## Histoire

### Création
La Force nationale est créée en avril 2017 entre le Parti nationaliste (PN, formation chrétienne-démocrate au pouvoir entre 1998 et 2013) et le Parti démocratique (PD, mouvement social-démocrate créée en 2016 par une ancienne députée du Parti travailliste).

### Participation aux élections
L'alliance présente 65 candidats aux élections législatives anticipées du 3 juin 2017. Formellement, le PN accueille des candidats du PD sous le nom de « les oranges » (en maltais : tal-oranġjo) en référence à la couleur du Parti démocratique.

## Résultats électoraux

### Élections législatives
| Année | Voix    | %    | Sièges  | Gouvernement | Rang |
| ----- | ------- | ---- | ------- | ------------ | ---- |
| 2017  | 135 696 | 43,7 | 30 / 67 | Opposition   | 2e   |